# Jared Fogle
Jared Scott Fogle (født 23. august 1977) i USA også kendt som "the Subway Guy" er en amerikansk tidligere talsmand for Subway.
Efter at have opnået et betydeligt vægttab ved at spise sandwiches fra Subway blev Fogle frontfigur i restaurantkædens reklamekampagner fra 2000 til 2015. Fogle oprettede sin egen organisation, hvor han rådgav om vægttab til overvægtige børn. Han medvirkede i flere tv-programmer, bl.a. Saturday Night Live og Dr. Phil og i spillefilmene Supersize Me og Jack and Jill.
I 2015 erkendte han sig skyldig i at have betalt for sex med mindreårige og for at være i besiddelse af børnepornografi, i hvilken forbindelse Subway afbrød forbindelsen til Fogle. Fogle modtog en dom på 15 år og 8 måneders fængsel uden mulighed for prøveløsladelse før end efter 13 år.